# Joseph Bilal Nyekindi
Joseph Bilal Nyekindi (* 1944 in Kpaile, Anglo-Ägyptischer Sudan; † 23. November 1996 in Abyei) war ein sudanesischer römisch-katholischer Geistlicher und Bischof von Wau.

## Leben
Joseph Bilal Nyekindi wurde am 1. August 1954 in Rafili getauft. Von 1956 bis 1960 besuchte Nyekindi das Kleine Seminar in Bussere. Anschließend studierte er Philosophie und Katholische Theologie an den Priesterseminaren in Tore, Kit und Lachor. Nach weiterführenden Studien in Rom erwarb er ein Lizenziat im Fach Katholische Theologie. Am 4. Mai 1969 empfing Nyekindi durch Papst Paul VI. das Sakrament der Priesterweihe für das Apostolische Vikariat Wau.
Nyekindi war zunächst als Seelsorger in Wau tätig, bevor er 1973 Regens des Priesterseminars in Juba wurde. Nachdem er 1975 kurzzeitig in Aweil, Raja und Tonj gewirkt hatte, wurde er 1976 Generalvikar des Bistums Wau und Pfarrer in Wau. Ab November 1979 leitete Nyekindi nach der Ernennung von Gabriel Zubeir Wako zum Koadjutorerzbischof von Khartum das vakante Bistum Wau als Kapitularvikar.
Am 24. Oktober 1980 ernannte ihn Papst Johannes Paul II. zum Bischof von Wau. Der Apostolische Pro-Nuntius im Sudan, Erzbischof Giovanni Moretti, spendete ihm am 1. Februar 1981 in Wau die Bischofsweihe; Mitkonsekratoren waren der Erzbischof von Juba, Ireneus Wien Dud, und der Koadjutorerzbischof von Khartum, Gabriel Zubeir Wako.
Papst Johannes Paul II. nahm am 2. November 1995 das von Joseph Bilal Nyekindi vorgebrachte Rücktrittsgesuch an. Anschließend wirkte er als Seelsorger für die infolge des Sezessionskriegs im Südsudan Vertriebenen.